# 経城県
経城県（けいじょう-けん）は中華人民共和国河北省にかつて存在した県。現在の邢台市威県北部に相当する。
南北朝時代、北斉により設置された武強県を前身とする。586年（開皇6年）、隋朝により経城県と改称された。1073年（熙寧6年）、宋朝により廃止されている。